# نزوة (فلم)
نزوة هو فيلم دراما مصري من إخراج علي بدرخان وبطولة أحمد زكي، يسرا، شيرين رضا ومحمود طوبار.
قصة الفيلم مأخوذة عن من الفيلم الأمريكي جاذبية قاتلة المُنتج عام 1987.

## نبذه
صلاح مهندس متزوج من الصحافية صفاء ولديهما ابنة واحدة، تسافر في عطلة لزيارة والديها، ويقابل المصورة ندى القادمة من الولايات المتحدة الأمريكية، ويتورط معها في علاقة جنسية كانت بالنسبة له مجرد نزوة عابرة، لكنها ليست كذلك بالنسبة لندى التي تقرر أن تحيل حياته إلى جحيم مُقيم على الأرض، مما يضعه تحت التهديد.

## طاقم العمل
- أحمد زكي بدور صلاح
- يسرا بدور ندى
- شيرين رضا بدور صفاء
- محمود طوبار بدور خالد
- هيام محمود بدور منى
- مجدي عبد الوهاب بدور غازي

## وصلات خارجية
- نزوة على موقع IMDb (الإنجليزية)
- نزوة على موقع قاعدة بيانات الأفلام العربية
- نزوة على موقع قاعدة بيانات الفيلم (الإنجليزية)
- نزوة على موقع ليتربوكسد (الإنجليزية)